# Verner Eklöf
Verner Eklöf   (Hèlsinki, 8 de març de 1897 - Hèlsinki, 2 de desembre de 1955) fou un futbolista i esquiador finlandès de la dècada de 1920.
Fou 32 cops internacional amb la selecció finlandesa.
Pel que fa a clubs, destacà a HIFK i HJK. El seu pas de HIFK a HJK el 1920 és considerat com el primer gran traspàs de futbol finlandès de la història.
També competí en combinada nòrdica als Jocs Olímpics d'Hivern de 1924, on acabà novè.